# 新村享也
新村 享也（しんむら たかや、1984年2月16日 - ）は日本の俳優。なないろ所属。舞台・映像で活動している。

## 人物・来歴
名古屋市名東区出身。
2005年より東映系スーパー戦隊、仮面ライダーのアクションショーやプリキュア、アンパンマンなどのメルヘンショーなどのスーツアクターをして芸能活動に興味を持つ。
2009年演劇集団HIROZに所属。石川県日本元気劇場、香川県レオマワールド（現ニューレオマワールド）にてパフォーマンサーとして活動後、東京に戻り俳優業を中心に現在も活躍中である。

## エピソード

### 趣味、嗜好
父の影響でかなりの特撮作品ファンである。平成ライダーを見始めたのは父親が「仮面ライダークウガ」が面白いと話していたからであり、特撮愛が大きすぎてスーツアクターを始めたほどである。
好きな戦隊ものをきかれた時、いろいろありすぎて決められず、「『仮面ライダー電王』がほんの少し飛び抜けている」と答えた。

好きな食べ物はカレー。学生時代に生まれて初めてのアルバイトで、カレーハウスCoCo壱番屋のホールキッチンを務め、4年以上ほぼ毎日勤務していた。だが、好きなカレーチェーン店はカレーのチャンピオンで、北陸から東京まで舞台を見に足を運んでくださるお客様にチャンカレのお土産を貰っていつも喜んでる。そのため、カレー屋の多い下北沢や神保町を歩き回ることに幸せを感じている。

大の水族館と動物園好きで、長時間過ごすことができる。イルカショーだけで1日潰せ、虎が檻の中でただ動き回るのをずっと見ていられる。

## 出演作品

### 舞台
- HIROZ「忍者ショー 明日なき戦い」（2009年、日本元気劇場）
- HIROZ「走れ！坂本龍馬」（2009年）
- HIROZ「走れ！坂本龍馬Episode0」（主演）（2009年）
- HIROZ「忍者ショー 明日なき戦い vol.2 The 五右衛門」（2009年、日本元気劇場）
- HIROZ「忍者ショー 明日なき戦い vol.3 悪徳代官退治 〜ゴンベエじいさん救出大作戦！〜」（主演）（2009年、日本元気劇場）
- HIROZ「HIROZ TIME」（2009年）[1]
- FUNエンターテイメント「かもめ」（2012年8月22日～26日、上野ストアハウス）
- アトリエッジ「流れる雲よ」（2013年4月17日～4月29日、笹塚ファクトリー）[2]
- FUNエンターテイメント「神様のおしごと」（2013年6月14日～6月16日、シアターグリーンBIG TREE THEATER）[3]
- FUNエンターテイメント「DANCE DANCE R」（2013年11月8日～11月10日、シアターグリーンBIG TREE THEATER）
- FUNエンターテイメント「メッサーシュミット先生」（2014年3月28日～3月30日、シアターグリーンBIG TREE THEATER）[4]
- LOVE&ROCK「遙かなる空」（2014年5月15日〜5月18日、ブティストホール）[5]
- エアースタジオ「アプリの王子様（仮）」（2014年7月10日～7月15日、東日本橋AQUAStudio）[6]
- スターズ☆シアター「蒼天の光ビギニング」（2014年9月26日～9月28日、恵比寿スターズバー）[7]
- 劇場版★スターズシアター「蒼天の光」（2014年10月16日～10月19日、中目黒キンケロシアター）[8]
- スターズ☆シアター「蒼天の光アフターデイズ」（2014年10月31日～11月3日、恵比寿スターズバー）（主演）[9]
- VACAR ENTERTAINMENT「虚ろの姫と害獣の森」（2014年12月3日～12月7日、新宿村LIVE）[10]
- ワイアールジャパン「拳聖」（2015年1月15日～1月18日、シアターサンモール）[11]
- FPアドバンス「新選組外伝～馳せし蒼へ響き渡れ～」（2015年2月3日～2月11日、明石スタジオ）[12]
- エアースタジオ「アプリの王子様(仮)～仁義なきレジェンドガチャ編～」（2015年2月26日～3月3日、東日本橋AQUAStudio）[13]
- ヒエロマネジメント「ヒカケン～非科学的超常現象研究会のなんでもない1日～」（2015年4月8日～4月12日、テアトルBONBON）[14]
- エアースタジオ「Kiss Me You ～がんばったシンプー達へ～」（2015年5月20日～5月24日、全労済ホールスペース・ゼロ）[15]
- エアースタジオ「PRIDE -プライド-」（2015年7月16日～7月21日、東日本橋AQUAStudio）[16]（主演）
- rootSEVEN「ハロー、ハローマス」（2015年9月18日～9月20日、北池袋新生館シアター）（主演）[17]
- エアースタジオ「MOTHER マザー～特攻の母 鳥濱トメ物語～」（2015年10月7日～10月12日、天王洲銀河劇場・10月20日、コラニー文化ホール小ホール・10月24日～10月25日、愛知芸術劇場小ホール・10月27日、岐阜市文化センター小劇場・10月31日～11月1日、梅田芸術劇場シアタードラマシティ）[18]
- タフスタッフ「十二夜」（2015年11月26日～11月29日、新宿村LIVE）[19]
- 剣舞プロジェクト「ミュージカル 風雲新撰組-月影-」（2015年11月29日、シアター1010）-ゲスト出演[20]
- ステビア「世界中にメリークリスマス」（2016年12月23日～12月27日、シアターKASSAI）[21]（主演）
- ヒエロマネジメント「Sing Equally under the Sky. ~AWAKEN~」（2016年2月2日～2月7日、横浜O-SITE）[22]
- 劇団SUNS「SCORELESS」（2016年2月24日～2月28日、新宿村LIVE）[23]
- Askプロデュースvol.15「WORLD～beyond the destiny～」（2016年4月23日～5月1日、全労済ホールスペース・ゼロ）[24]
- アトリエッジ「ぞめきの消えた夏～グアム玉砕戦乱舞闘～」（2016年5月18日～5月22日、新宿村LIVE）[25]
- S4U presents「イリクラ ～Iridescent Clouds～」（2016年7月21日～7月24日、シアターグリーンBOX in BOX THEATER）[26]
- エアースタジオ「十二人の怒れる人々」（2016年9月7日～9月11日、東日本橋AQUAStudio）[27]（主演）
- ヒエロマネジメント「グリニッジの天秤」（2016年10月26日～10月30日、シアターモリエール）[28]
- triartr00msプロデュース「部屋とTシャツと私～リアル脱出ルーム～」（2016年12月7日～12月12日、ワーサルシアター八幡山）[29]
- ASSH×オッドエンタテイメント「鬼切丸伝～源平鬼絵巻～」（2017年1月18日～1月22日、六行会ホール）[30]
- ○組「Happy Spell」（2017年2月23日～2月26日、キンケロシアター）[31]
- “創造集団”生活向上委員会「オルガンズ～おんな赤ひげ奮闘記～」（2017年3月30日～4月2日、三越劇場）[32]
- 骸骨ストリッパー「雷火」（2017年6月22日～6月26日、武蔵野芸能劇場）-イキナメ役[33]
- カラスカ企画公演カラ×ラボ「リーゼント総理」（2017年7月20日～7月23日、上野ストアハウス）[34]
- VACAR ENTERTAINMENT「野畑の飼ってた宇宙人」（2017年10月18日～10月22日、シアターグリーン BIG TREE THEATER）[35]
- エアースタジオ「いや、ばれるで、こりゃ。」（2017年11月8日～11月12日、新宿スターフィールド）（主演）[36]
- エアースタジオ「LOVE＆CHICK～カジノは×ロワイヤル～」（2017年12月6日～12月11日、両国エアースタジオ）[37]
- 劇団C2「Re:BIRTH」（2018年1月31日～2月4日、シアターグリーン BIG TREE THEATER）[38]
- AlexsandriteStage「Living of the Dead」（2018年2月28～3月4日、新宿スターフィールド）[39]
- “創造集団”生活向上委員会「ドラキュラバー2018」（2018年4月11日～4月15日、萬劇場）[40]
- 犀の穴プロデュース「映日果anjir (再)」（2018年5月16日～5月20日、犀の穴）[41]
- VACAR ENTERTAINMENT「ハナミズキの約束」（2018年5月29日～6月3日、d-倉庫）[42]
- ねくすぽすと「Marry meeeeeeeeee!」（2018年6月27日～7月1日、明石スタジオ）[43]
- ラストスクール「向日葵のようなその姿」（2018年8月28日～9月2日、明石スタジオ）[44]
- ステビア「漫才バンザイ」（2018年9月22日～9月24日、板橋区文化会館小ホール）[45]
- ZERO BEAT.「夜劇「アイコン」」（2018年8月31日・9月14、三栄町LiveStage）[46]
- ZERO BEAT.特別公演「想咲の結」（2018年10月23日～10月28、コフレリオ新宿シアター）[47]

### テレビ番組
- リフレッシュ（2010年、石川テレビ）
- イブニングDonDon（2011年、山陰放送）
- 直撃!シンソウ坂上（2018年、フジテレビ）
- 行列のできる法律相談所（2018年、日本テレビ）
- Mr.サンデー（2018年、フジテレビ）
- 爆報! THE フライデー（2018年、TBS）
- 誰も知らない明石家さんま（2018年、日本テレビ）

### テレビドラマ
- 精霊の守り人（2017年、NHK）
- 99.9-刑事専門弁護士- SEASON II（2018年、TBS） - 刑事 役
- ウルトラマンZ 第18話（2020年10月24日、テレビ東京） - 整備班員 役
- ミステリと言う勿れ 最終話（2022年3月28日、フジテレビ）

### CM
- アニマックス

### 映画
- ジュリーロジャー「華鬼-華鬼×神無編」（2009年）
- グッドチョイスエンターテイメント「Chu-Z My Life」（2013年） - マネージャー役

### DVD
- 「Not Found」

### Web
- Zアイランド 関東極道炎上編（2015年、BeeTV）
- 女の噂研究所（2015年、BeeTV）
- ドキドキLive（2015年、WebCM） - 主演
- 『LOVEMENイベントレース「未発掘イケメン祭」』（2017年、ウェブ雑誌取材）
- Jet star「フライ＆アクティビティキャンペーン」（2018年、WebCM）
- FUJITSU企業VP（2018年、VP）

### MV
- back number「オールドファッション」

### LIVE・パフォーマンス
- 元気DESHOWvol.1（2010年3月18日、赤坂BLITZ）
- 一周年だヨ全員集合！（2010年9月30日、赤坂BLITZ）
- pure electric vol.20（2013年9月10日、新宿RUIDO　K4）
- 大城公人追悼公演（2015年9月19日、レオマワールド）
- JOL原宿トークイベント（2016年1月9日）

### モデル
- LOVEMEN（イベントレース一位獲得）
- 山のホテル ブライダルモデル（Web、ゼクシィ）

### 殺陣振り付け
- GOLDEN STEPS 20th Anniversary MANO2014（2014年11月22日～11月23日、亀戸文化センターカメリアホール）
- イトーカンパニー「浅草夢道中歌謡ショー」（2015年7月26日、浅草六区ゆめまち劇場）
- GOLDEN STEPS 25th Anniversary MANO2018（2018年7月14日、亀戸文化センターカメリアホール）

### プロデュース
- ワイアールジャパン「居間オブザデッド」（2014年8月14日～8月17日、中野HOPE）
- Back.Base「スクールオブカースト」（2017年9月6日～9月10日、千本桜ホール）